# Belmont (Isère)
Belmont é uma comuna francesa na região administrativa de Auvérnia-Ródano-Alpes, no departamento de Isère. Estende-se por uma área de 6,51 km². Em 2010 a comuna tinha 612 habitantes (densidade: 94 hab./km²).